# Effisoft
Effisoft est un éditeur de logiciels spécialisés à destination des professionnels du risque. Les solutions d'Effisoft sont utilisées par des professionnels de l'assurance, de la réassurance et de la gestion des risques.

## Création de la société
Effisoft est créé en 1990 par Marc Accos et Pascal Stopnicki.

## Historique
Croissance & diversification
Dans les années 1990, Effisoft ouvre une filiale à Londres et lance WebXL, système d'information pour la gestion des cessions, acceptations et rétrocessions.
En 2013 l'éditeur ouvre 2 filiales aux États-Unis à Dallas, Texas et en Suisse à Zurich  dédiées à ses activités de gestion de la réassurance.
Principales acquisitions et partenariats
En 2008 Effisoft rachète la société Data Proxima.
Effisoft élargit sa couverture mondiale grâce à de multiples partenariats notamment avec les sociétés Cardinal en Afrique du Sud et Msg Global à Singapour.

## Les filiales
Les principaux sites d'Effisoft sont à Paris (siège social), Londres, Dallas et Zurich.

### Dirigeants
Effisoft est dirigée par un comité de direction composé des deux fondateurs de la société Marc Accos et Pascal Stopnicki ainsi que Julien Victor qui rejoint Effisoft en 2000 en tant qu'associé.